# BRIT Awards 2003
Die BRIT Awards 2003 wurden am 20. Februar 2004 im Londoner Earls Court verliehen. Die Moderation übernahm Davina McCall.
Erfolgreichste Künstler mit zwei gewonnenen Preisen waren Eminem, Ms. Dynamite und Coldplay. Bei den Nominierungen lagen Ms. Dynamite und The Streets mit je vier Nominierungen vorne.

## Liveauftritte
- Avril Lavigne – Sk8er Boi
- Blue – Riders
- Coldplay – Clocks
- David Gray – The Other Side
- George Michael featuring Ms. Dynamite – Faith (Video-Duett)[2]
- Justin Timberlake featuring Kylie Minogue – Cry Me a River / Like I Love You / Rapture
- Liberty X – Just a Little
- P!nk – Get the Party Started
- Sugababes – Freak Like Me
- Tom Jones – Black Betty

## Gewinner und Nominierte
| British Album | British Single |
| --- | --- |
| - Coldplay – A Rush of Blood to the Head - Ms. Dynamite – A Little Deeper - The Coral – The Coral - The Streets – Original Pirate Material - Sugababes – Angels with Dirty Faces | - Liberty X – Just a Little - Atomic Kitten – The Tide Is High - Gareth Gates – Anyone of Us (Stupid Mistake) - Gareth Gates – Unchained Melody - Will Young – Anything Is Possible |
| British Male | British Female |
| - Robbie Williams - Badly Drawn Boy - Craig David - David Gray - The Streets | - Ms. Dynamite - Sophie Ellis Bextor - Beverley Knight - Alison Moyet - Beth Orton                                                                                                  |
| British Group | British Breakthrough Act |
| - Coldplay - Blue - Doves - Sugababes - Oasis | - Will Young - Liberty X - Ms. Dynamite - The Coral - The Streets |
| British Dance Act | British Urban Act |
| - Sugababes - The Chemical Brothers - Groove Armada - Jamiroquai - Kosheen | - Ms. Dynamite - Beverley Knight - Big Brovaz - Craig David - Daniel Bedingfield - Mis-Teeq - MC Romeo - Roots Manuva - So Solid Crew - The Streets                                 |
| Pop Act | International Album |
| - Blue - Enrique Iglesias - Gareth Gates - P!nk - Will Young | - Eminem – The Eminem Show - Norah Jones – Come Away with Me - Alicia Keys – Songs in A Minor - P!nk – Missundaztood - Red Hot Chili Peppers – By the Way                           |
| International Male | International Female |
| - Eminem - Beck - Moby - Nelly - Bruce Springsteen | - P!nk - Missy Elliott - Norah Jones - Alicia Keys - Avril Lavigne |
| International Group | International Breakthrough Act |
| - Red Hot Chili Peppers - Foo Fighters - Nickelback - Röyksopp - The White Stripes                                                                                               | - Norah Jones - Avril Lavigne - Nickelback - Shakira - The White Stripes |

Lifetime Achievement Award
- Tom Jones

## Stellungnahmen zum Zweiten Golfkrieg
Die BRIT Awards 2004 standen unter dem Eindruck der Kriegsvorbereitungen von George W. Bush zum Irakkrieg. Einige Künstler äußerten ihren Protest. So texteten George Michael und Ms. Dynamite ihr Duett zum alten Michaels Song Faith um. Ebenso äußerte sich Coldplays Sänger Chris Martin kritisch zu den Kriegsplänen.